# Kritiker (tidskrift)
Kritiker är en litteraturtidskrift på danska, norska och svenska. I Kritiker är nordiskhet under ständig omprövning och litteraturen och kritiken utgör en dynamisk enhet. Tidskriftens värdegrund innefattar intersektionella, antirasistiska och hbtqi-perspektiv. Tidskriften utkommer med 4 nummer om året, där varje nummer skapas av en unik redaktion i samarbete med redaktionsrådet.
Redaktionsrådet består av Shadi Angelina Bazeghi, Helena Boberg, Nesteren Hasani, Gabriel Moro, Valter Sandell och Matilda Södergran.

## Historik
Tidskriften startade 1918 under namnet Studiekamraten. 1993 bytte den namn till Ariel. Sedan 2006 har tidskriften verkat under namnet Kritiker. 
Mellan 2006 och 2014 var tidskriften en del av Ariel förlag. 2015 blev Kritiker en fristående tidskrift. 
2013 nominerades Kritiker till Årets kulturtidskrift.